# Baron
Baron je nižji plemiški naziv. Sama beseda izhaja iz starofrancoske baron, ki izhaja iz stare visoke nemščine in latinščine in dobesedno pomeni svobodni človek ali svobodnjak. 

## Habsburška monarhija
V času Jožefinskih reform je Jožef II. izdal dekret, s katerim so lahko bogataši kupili plemiški naziv. Baronski naziv je tako stal šest tisoč goldinarjev.

## Nemčija
Vse viteške družine Svetega rimskega cesarstva so prejele naziv barona, ki je tako predstavljal drugi najnižji naziv (najnižji je bil Ritter - vitez). 

## Združeno kraljestvo
V britanskem plemiškem sistemu je baron najnižji naziv v perstvu (peerage). Naziv je uvedel Viljem I. Angleški, da bi tako razločil plemiče, ki so mu prisegli zvestobo.
Nižji od baronskega je naziv baroneta, vendar baroneti niso peri.

## Poimenovanja
| Država              | Baron          |
| ------------------- | -------------- |
| Združeno kraljestvo | Baron          |
| Škotska             | Laird          |
| Francija            | Baron          |
| Valonija            | Baron          |
| Nemčija             | Baron/Freiherr |
| Avstrija            | Baron/Freiherr |
| Nizozemska          | Baron          |
| Flamska             | Baron          |
| Madžarska           | Báró           |
| Norveška            | Baron          |
| Italija             | Barone         |
| Španija             | Barón          |
| Poljska             | Baron          |
| Finska              | Varakreivi     |
| Kitajska            | Nan Jue        |
| Japonska            | Daimjo         |
| Portugalska         | Barão          |
| Brazilija           | Barão          |